# 穆斯利姆·馬戈馬耶夫
穆斯利姆·穆罕默托維奇·馬戈馬耶夫（俄语：Муслим Магометович Магомаев，[mʊˈslʲim məɡɐˈmʲetəvʲɪtɕ məɡɐˈmajɪf]，發音：[myˈslym mæˈhæmːæt oɣˈlu mɑɡoˈmɑjef]；1942年8月17日—2008年10月25日），被称为“苏联辛纳屈”，苏联阿塞拜疆族歌剧和流行歌手。其歌唱天赋和个人魅力赢得了俄罗斯和後蘇聯國家的广泛认可，1973年获得苏联人民艺术家稱號。